# 아오미

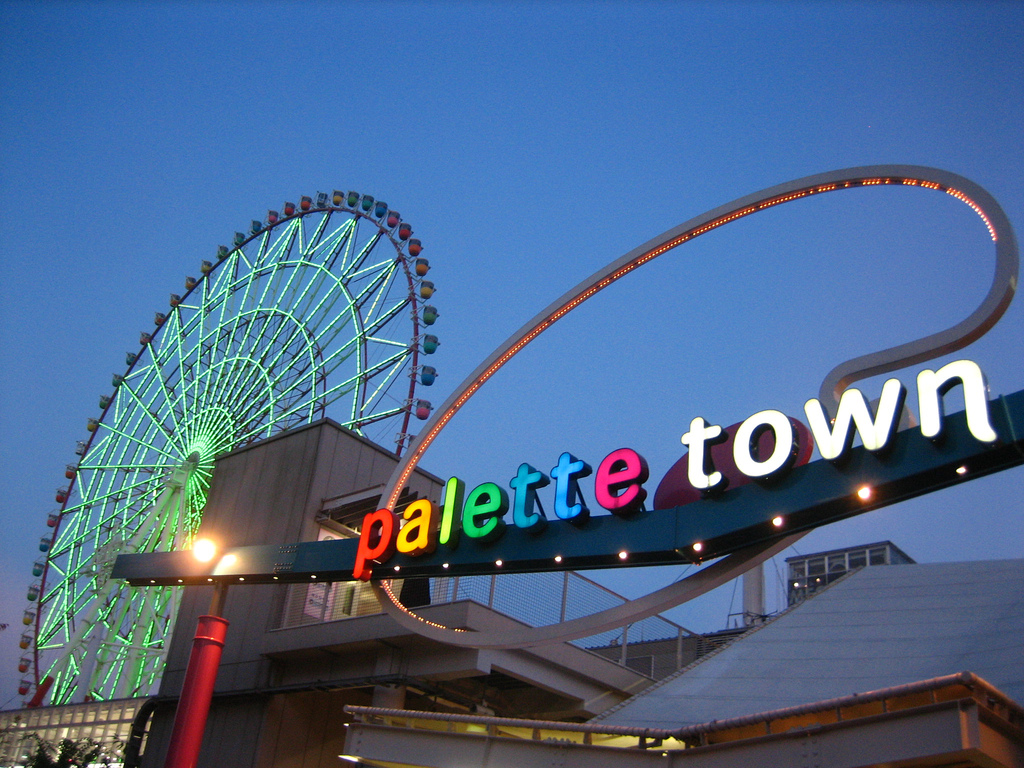
팔레트 타운

아오미(일본어: 青海)는 일본 도쿄도 고토구의 지명으로, 잇초메부터 욘초메까지의 지명을 의미한다. 인구는 126명이다.

## 개요
도쿄 만 매립지 13호에 속하며 도쿄 임해 부도심의 일부를 이룬다. 임해 부도심의 남부에 위치한 후지 TV 등이 있다. 미나토구 오다이바와 수도고속도로 완간 선을 사이에두고 반대편에 있다.